# Quinarius

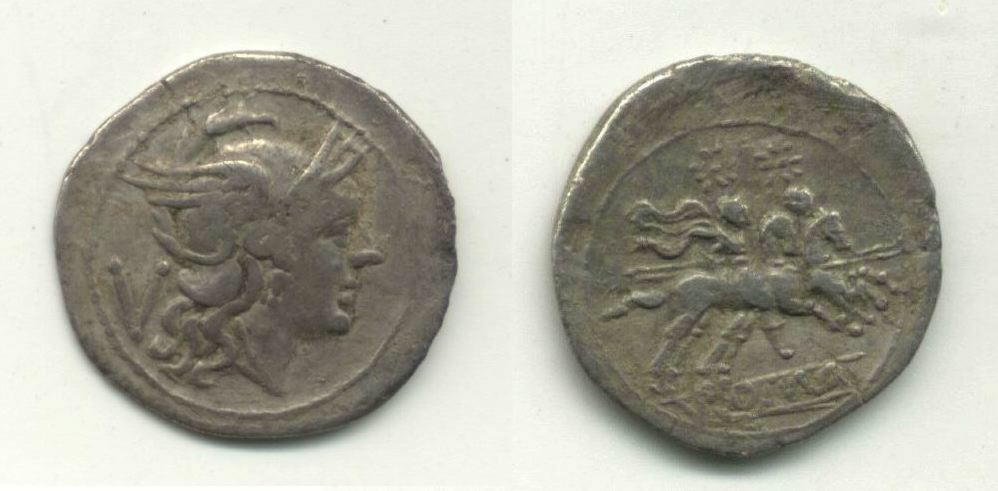
Quinarius emis de Republica Romană, avers: V (simbolul monedei Quinarius), în spatele capului zeiței Roma, privind spre dreapta; revers: Dioscurii (Castor și Pollux), călare, spre dreapta.

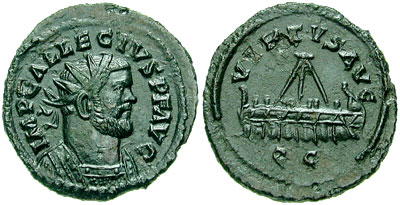
Quinarius emis de împăratul Allectus; avers: IMP C ALLECTVS P F AVG, coroană radială, bust spre dreapta, platoșă; revers: V-I-RTVS AVG, galeră spre stânga; QC în exergă. Monetăria din Camulodunum, în Britannia

Quinariul / latină Quinārius, quināriī / este o mică monedă romană de argint, creată în anul 211 î.Hr., odată cu denarul, pentru a se finanța Al Doilea Război Punic. 
Valoarea sa era de ½ denar, 2 sesterți sau 5 ași. Simbolurile lor erau V sau Q. Emiterea acestei monede a fost foarte sporadică în timpul Republicii (anii 101, 99-97, 43-42, 39 și 29), precum și în timpul Imperiului. 
Au avut o mare circulație în Galia. Moneda a fost apoi produsă, din când în când, până în secolul al III-lea d.Hr.
Quinariul face parte din noul sistem monetar roman, care a înlocuit cuprul ca standard monetar (As) cu argintul. 
Iată tabelul cu echivalențele dintre diferite monede romane:
| Echivalențe între monede romane |          |           |            |     |        |
|                                 | Denarius | Quinarius | Sestertius | As  | Metal  |
| Denarius (simbol X)             | 1        | 2         | 4          | 10  | Argint |
| Quinarius (simbol V sau Q)      | 1/2      | 1         | 2          | 5   | Argint |
| Sestertius (simbol IIS / HS)    | 1/4      | 1/2       | 1          | 2,5 | Argint |
| As (simbol I)                   | 1/10     | 1/5       | 2/5        | 1   | Bronz  |

## Alte valori
Termenul de quinarius aureus e folosit pentru a indica jumătate de aureu, care valora 12,5 denari; (un aureus valora 25 de denari). Totuși, această sintagmă nu este găsită în textele antice.